# Ndrulo
Ne doit pas être confondu avec Lendu (langue).
Le ndrulo, ou lendu du nord, est une langue nilo-saharienne parlée en république démocratique du Congo et en Ouganda par plus de 111 000 personnes.

## Écriture
| a  | b  | bb | ch  | d  | dd  | dh | dj |
| dy | dz | e  | ey  | f  | g   | gb | h  |
| ɦ  | i  | iy | j   | k  | kp  | l  | m  |
| mb | n  | nd | ndr | ng | ngb | nj | ny |
| nz | ŋ  | o  | ow  | p  | pb  | r  | s  |
| sh | t  | td | tdy | th | ts  | u  | uw |
| v  | w  | ’w | y   | z  |     |    |    |